# Omurawal

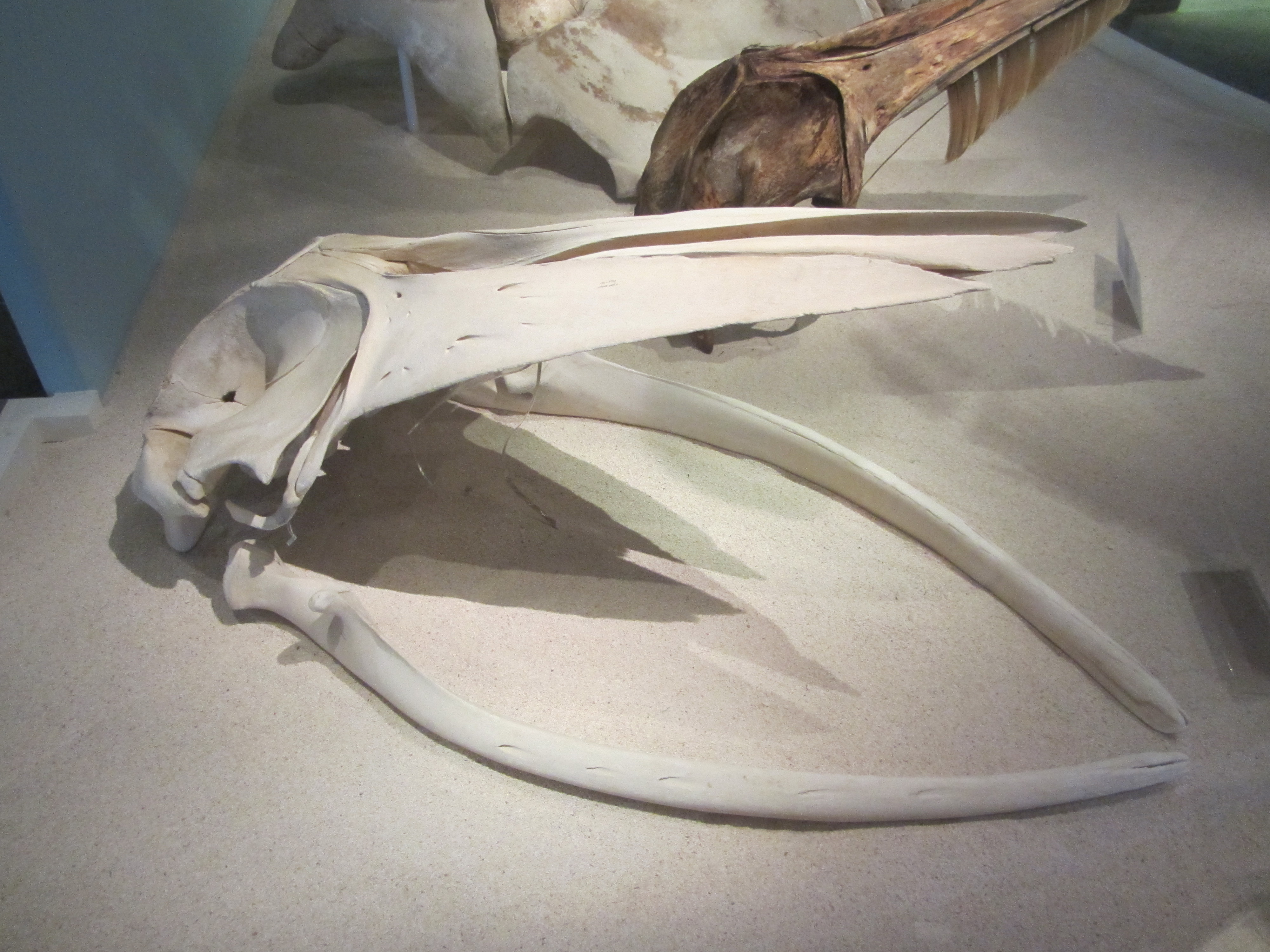
Schädel eines Omurawals

Der Omurawal (Balaenoptera omurai) ist eine im November 2003 erstmals beschriebene Art der Furchenwale (Balaenopteridae), die zu den Bartenwalen (Mysticeti) gehören. Die Typusexemplare der Art wurden in den späten 1970er Jahren im Japanischen Meer (Terra typica), in der Salomonensee und in der Nähe der Cocos Islands gefangen.
Nach Angaben der Erstbeschreiber Shirō Wada (和田 志郎), Masayuki Ōishi (大石 雅之) und Tadasu K. Yamada (山田 格) aus Japan handelt es sich um eine dem Finnwal (Balaenoptera physalus) sehr ähnliche Art, die aber mit einer Länge von rund zwölf Metern deutlich kleiner als diese ist. Auch haben sie mit nur 200 Barten deutlich weniger als andere Bartenwale. Über die Lebensweise der Tiere ist nichts bekannt.
Die Veröffentlichung der Artbeschreibung in der Fachzeitschrift Nature am 20. November 2003 stieß zunächst auf massive Zweifel in der Fachwelt, da man Omurawale bisher lediglich für kleine Exemplare der Brydewale hielt. Die Forscher belegten ihre Beschreibung anhand von mitochondrialen DNA-Vergleichen mit anderen Walen, wobei sie auch die Notwendigkeit weiterer Analysen herausstellten. Als Grundlage dienten ihnen neun Individuen, von denen acht bereits in den späten 1970er Jahren gefangen worden waren. Das Artepithet des wissenschaftlichen Namens leitet sich von dem japanischen Walforscher Hideo Ōmura (大村 秀雄, 1906–1993) ab. 

## Verbreitung
Zunächst ging man davon aus, dass Omurawale nur im zentralen Indopazifik vorkommen. Zwischen 2007 und 2019 wurden Omurawale jedoch mit Ausnahme des zentralen und östlichen Pazifik in den gemäßigten, subtropischen und tropischen Bereichen aller Weltmeere gefunden. Nachweise gibt es aus dem zentralen Indopazifik, dem nördlichen, zentralen und westlichen Indischen Ozean (Madagaskar), von der Straße von Hormus, aus dem nördlichen Roten Meer und aus dem südlichen und mittleren Atlantik.

## Belege
1. 1 2  Salvatore Cerchio, Boris Andrianantenaina, Alec Lindsay, Melinda Rekdahl, Norbert Andrianarivelo, Tahina Rasoloarijao: Omura’s whales (Balaenoptera omurai) off northwest Madagascar: ecology, behaviour and conservation needs. Oktober 2015, DOI: 10.1098/rsos.150301.
2. ↑  Jean-Luc Jung, Wim C. Mullié, Koen Van Waerebeek, Moulaye Mohamed Wagne, Abdellahi Samba Ould Bilal, Zein El Abidine Ould Sidaty, (2016). Omura's whale off West Africa: Autochthonous population or inter-oceanic vagrant in the Atlantic Ocean? Marine Biology Research, 12, 66–75, 2015, doi: 10.1080/17451000.2015.1084424
3. ↑  Ana Lúcia Cypriano‐Souza, Ana Carolina Oliveira de Meirelles, Vitor Luz Carvalho, Sandro Luis Bonatto (2017). Rare or cryptic? The first report of an Omura's whale (Balaenoptera omurai) in the South Atlantic Ocean. Marine Mammal Science, 33, 80–95, 2016, doi: 10.1111/mms.12348
4. ↑  Salvatore Cerchio, Tadasu K. Yamada und Robert L. Brownell Jr. (2019). Global distribution of Omura's whales (Balaenoptera omurai) and assessment of range-wide threats. Frontiers in Marine Science, 6, 67. doi: 10.3389/fmars.2019.00067